# Copa Juan Pinto Duran 1975
Copa Juan Pinto Duran 1975 – czwarta edycja turnieju towarzyskiego o Puchar Juana Pinto Durana między reprezentacjami Urugwaju i Chile rozegrano w 1975 roku.

## Mecze
| 4 czerwca Montevideo |  | Urugwaj | 1 | - | 0 | Chile |

| 25 czerwca Santiago |  | Chile | 1 | - | 3 | Urugwaj |

## Końcowa tabela
| M | Reprezentacja | L.m. | Zw. | Rem. | Por. | Bramki | R.br. | Pkt |
| 1 | Urugwaj       | 2    | 2   | 0    | 0    | 4:1    | +3    | 4   |
| 2 | Chile         | 2    | 0   | 0    | 2    | 1:4    | -3    | 0   |

Triumfatorem turnieju Copa Juan Pinto Duran 1975 został zespół Urugwaju.